# Poienari (gmina Corbeni)
Poienari – wieś w Rumunii, w okręgu Ardżesz, w gminie Corbeni. W 2011 roku liczyła 509 mieszkańców.